# 인조 별서 유기비
인조 별서 유기비(仁祖 別墅 遺基碑)는 조선왕조 제16대 임금 인조가 반정으로 왕위에 오르기 전에 머물렀던 별서를 기념하고자 숙종 21년(1695) 7월에 세운 비이다. 2006년 2월 17일 대한민국의 보물 제1462호로 지정되었다.
별서 자리는 한성부 북부의 연서역 지역으로 오늘날의 은평구 역촌동 예일여고 앞에 해당된다. 이곳은 원래 인조의 부친으로 뒤에 원종으로 추존된 정원군 이부가 집을 짓고 살던 곳이다.

## 개요
비의 형태는 8각과 12각의 이중기단 위에 운문(雲紋)이 조각된 귀부(龜趺)가 올려져 있고, 구 위에 다시 화강석으로 된 비신이 올려져 있다. 비신 위에는 도 다시 옥개석(屋蓋石)을 올린 구조다. 특히 귀두는 험상궂은 모습으로 입을 벌리고 이빨을 드러낸 형상이며, 눈 위에는 두툼하게 장식하고 꽃무늬로 조각하였다.
비의 전면에는 '인조대왕용잠지시별서유기비(仁祖大王龍潛之時別墅遺基碑)'라고 음각되어 있고, 후면에는 비를 세운 내력이 자세히 기록되어 있다. 비의 제원은 비신의 높이 168센티미터, 폭 72센티미터, 두께 26센티미터로 되어 있다.

## 보물 지정 사유
이 석비는 조선왕조 제16대 임금 인조(仁祖, 1623~1649)가 반정(反正)으로 왕위에 오르기 전에 머물렀던 별서(別墅)를 기념하고자 숙종 21년(1695)에 세운 것으로 인조반정에 관련된 중요한 역사적 사실과 그 현장을 증명해 주는 사료로써 가치가 있다.
표제는 조선 19대 숙종(肅宗)의 어필(御筆)로 ｢인조대왕용잠지시별서유기비(仁祖大王龍潛之時別墅遺基碑)｣라고 쓰고 뒷면 음기(陰記)는 숙종의 어제(御製)를 동평군(東平君) 이항(李杭)이 쓰고 있어 가치를 더해준다.
석비의 조형적 측면에서도 거북받침돌은 중국의 영향을 받아 새롭게 등장한 조선시대 초기양식의 전통을 잇고 있는 동시에 지붕돌은 이수 대신 간결한 한옥양식으로 변화된 후기 석비양식의 특징을 완벽하게 보여주고 있어 조선시대 석비예술의 흐름을 파악하는 데도 귀중한 자료가 되고 있다.

## 비문 내용
비의 앞면에는 "어필 인조대왕용잠지시별서유기비(御筆 仁祖大王龍潛之時別墅遺基碑)"라는 숙종의 어필이 새겨져 있는데, "용잠지시(龍潛之時)"란 '임금에 오르기 전'을 뜻한다.
비의 뒷면에는 인조반정과 비의 건립내력을 약술한 숙종의 어제음기(御製陰記)가 새겨져 있는데, 글씨는 동평군(東平君) 이항(李杭)이 썼다.
비문 내용은 아래와 같다.
우리 인조대왕이 즉위하기 이전의 별서는 북부의 연서역 마을 뒤쪽인데, 한양 도성에서 10리 안으로 멀지 않은 가까운 곳이다.
이곳은 신령스런 기운이 모이고 상서로움이 많은 곳이니, 어찌 하늘과 조종(祖宗)이 우리 성조(聖祖)를 왕위에 오르도록 몰래 도운 것이 아니겠는가?
이곳은 본래 원종대왕(元宗大王)이 용잠(龍潛)으로 계실 때 경영한 적이 있는데 규모가 작고 소박할 뿐이었다.
우리 인조대왕께서도 그 검소의 덕을 이어받아 넓힌 적이 없었고 때로 거둥하여 세상시름을 달래곤 하셨다.
이때는 바로 광해군의 혼란이 극에 달하여 종사(宗社)의 위태로움이 턱 앞에 닥쳐있었다.
우리 인조대왕께서 하늘의 뜻에 응하고 백성의 믿음을 얻어 어지러움을 바로 잡아 흐트러진 기강을 밝히고 도탄에 빠진 백성을 건지셨다.
왕위에 올라 조종의 뜻을 회복했으니 이야말로 하늘의 계시가 아니었겠는가? 계해년(1623) 3월 11일은 바로 인조대왕께서 즉위하기 전날이었다.
이 날 두세 명의 측근 신하와 함께 이 정자에 머물러 쉬었는데, 우리 성조가 중흥시킨 왕업이 실제 여기에서 시작되었으니 해주(海州)의 부용당(芙蓉堂)과 그 아름다움을 짝할 만하다. 아, 그 성대함이여!
그러나 불행히도 세월이 많이 흘러 정자도 모두 무너지고 주춧돌만 홀로 남은 채 잡초만 무성하여 우리 성조께서 새롭게 일어났던 땅이 한갓 황폐한 곳이 되어버렸으며, 아직까지 비석을 세워 사적(事蹟)을 기록하지 못하였다.
내가 문헌으로 남기지 않으면 세대가 내려갈수록 사적이 더욱 없어질 것이라 염려하여 속히 내신(內臣)에게 명하여 감독하게 하였다.
이에 유지(遺址)를 보수하고 주위에 담을 쌓으며 굳은돌에 사실을 기록하여 그 성대한 뜻을 후세에 전하도록 했으니, 아마 억만년 끝이 없으리라.
을해년(1695) 가을 7월 임오일 삼가 적다.
-조선 제19대 왕 숙종-

## 사진

비석전면1
비석전면2
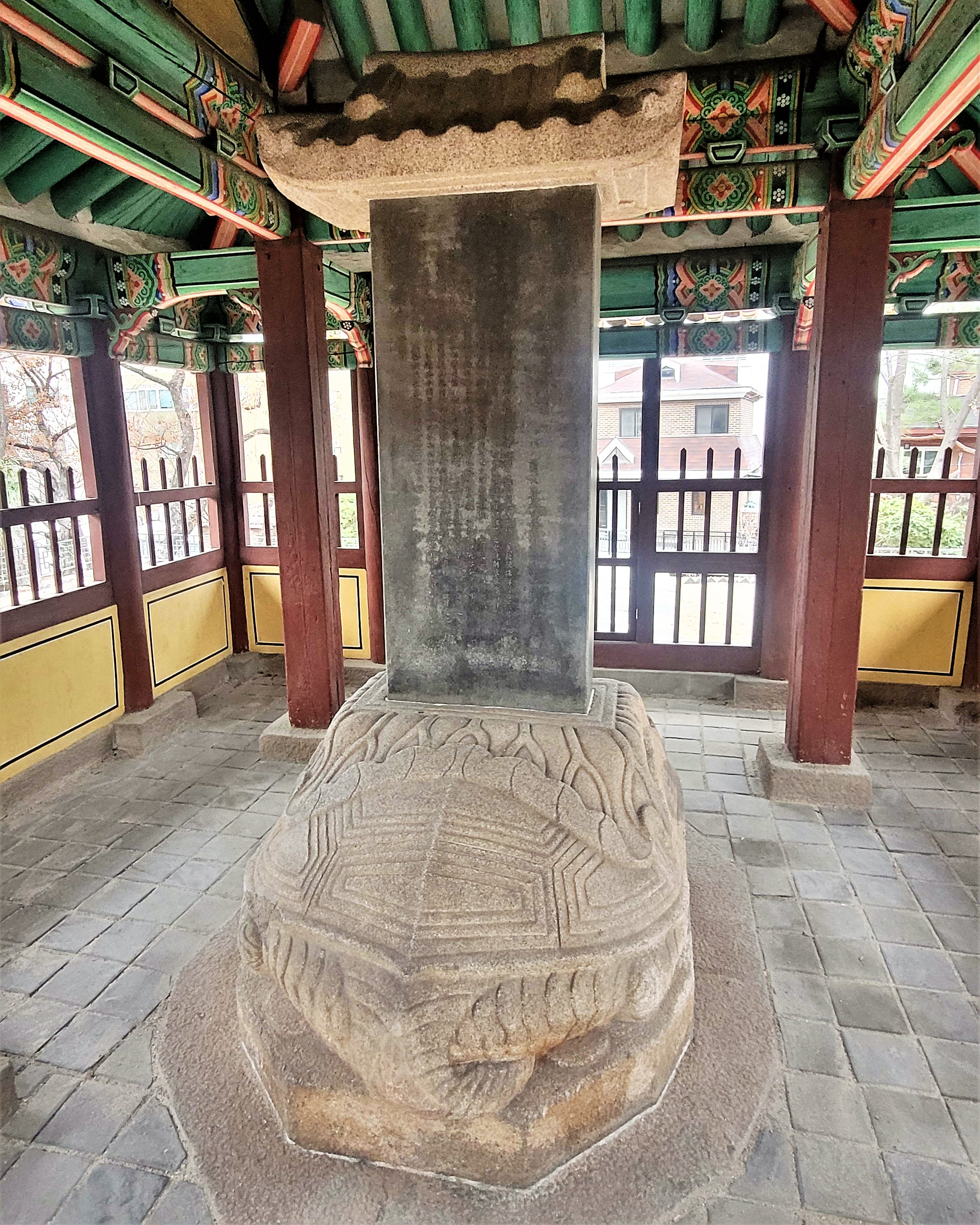
인조별서유기비의 비석 뒷면.
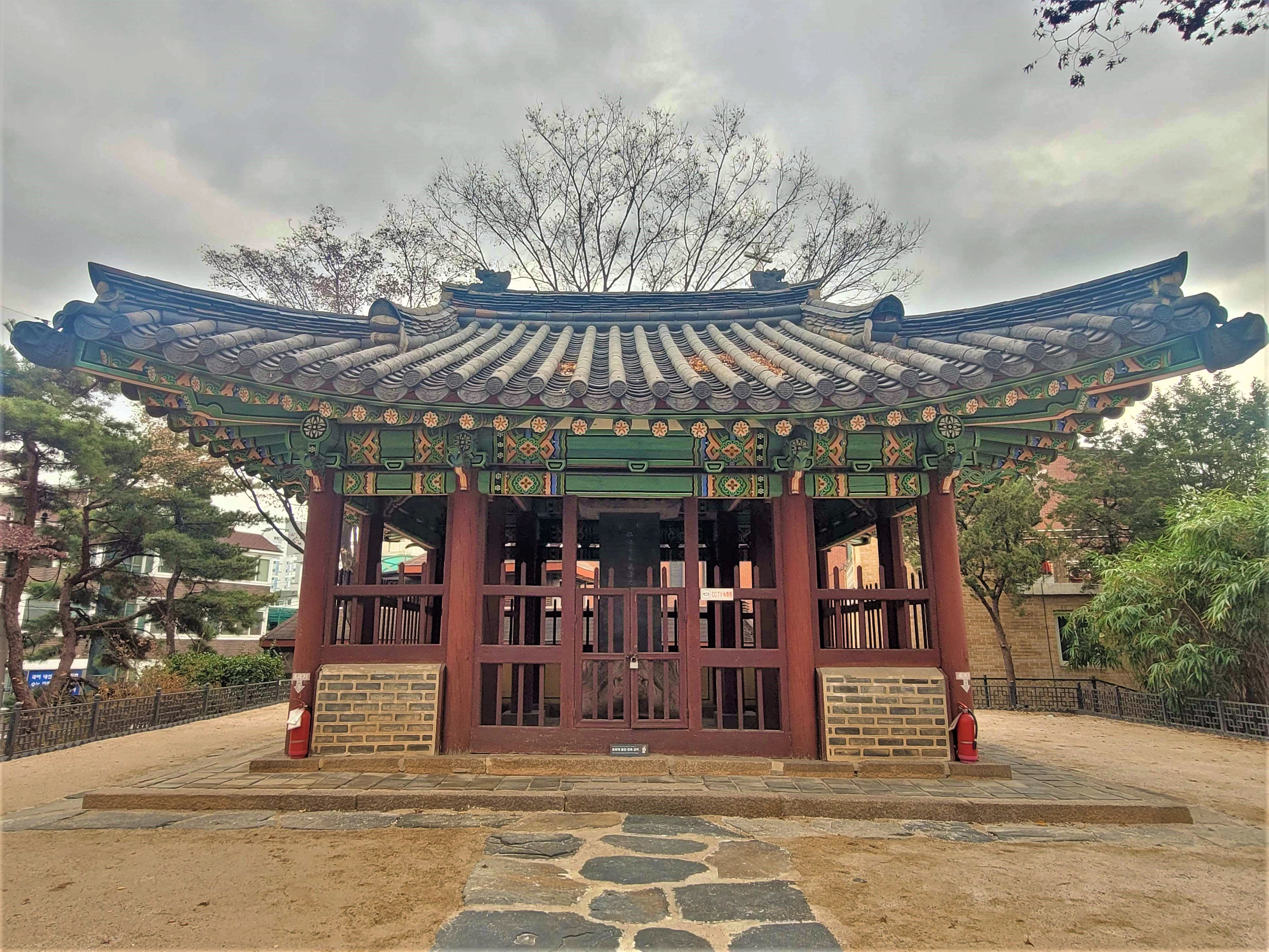
인조별서유기비의 보호각.